# Andreas von Stechow
Andreas Johann Alexander von Stechow (* 23. August 1943 in Ranis; † 17. November 2013 in Berlin) war ein deutscher Diplomat.

## Familie
Von Stechow war ein Sohn des deutschen Diplomaten Johann Karl von Stechow. Er hatte zwei Brüder, Christian und Arnim von Stechow.
Andreas von Stechow war mehrmals verheiratet, zuletzt mit der japanischen Opernsängerin Junko Ohtsu-von Stechow. Aus den ersten Ehen stammen zwei Söhne.

## Leben
Nach Schulbesuchen in Deutschland, Italien und Dänemark begann von Stechow 1963 ein Studium der Rechtswissenschaften an der Universität der Philippinen. Dieses setzte er ab 1965 in Verbindung mit einem Studium der Wirtschaftswissenschaften an der Universität Bonn fort. 1969 legte er schließlich das erste juristische Staatsexamen ab.
Nach seinem Eintritt in den Auswärtigen Dienst 1971 führte ihn seine erste Auslandsverwendung nach Frankreich, bevor er 1973 unter Walter Scheel ins Ministerbüro wechselte. Von 1973 bis 1976 machte er Station an der Botschaft in Tansania, bevor er wieder für drei Jahre ins Parlamentsreferat des Ministerbüros ging. Im Anschluss ging er bis 1982 an die Botschaft nach Antananarivo. Danach war er wiederum drei Jahre bei der Ständigen Vertretung bei den Vereinten Nationen tätig und nahm in dieser Zeit auch an GATT-Verhandlungsrunden teil. 1985 wurde er zum stellvertretenden Leiter des Referats für Auswärtige Beziehungen der EU ernannt, dessen Leitung er 1987 übernahm. Von 1990 bis 1997 leitete er die Wirtschaftsabteilung an der Botschaft in Tokio. Im Anschluss wurde er Leiter des Referats für Handelsförderung. 1999 kam er nach Bonn zurück und übernahm die stellvertretende Leitung der Wirtschaftsabteilung im Auswärtigen Amt.
Von 2001 bis 2005 war von Stechow Botschafter in Bangkok. In seine Amtszeit fiel der Tsunami am 26. Dezember 2004 mit etwa 600 deutschen Opfern.
Von 2006 bis 2008 war er Botschafter der Bundesrepublik für die Schweiz und Liechtenstein mit Sitz in Bern.

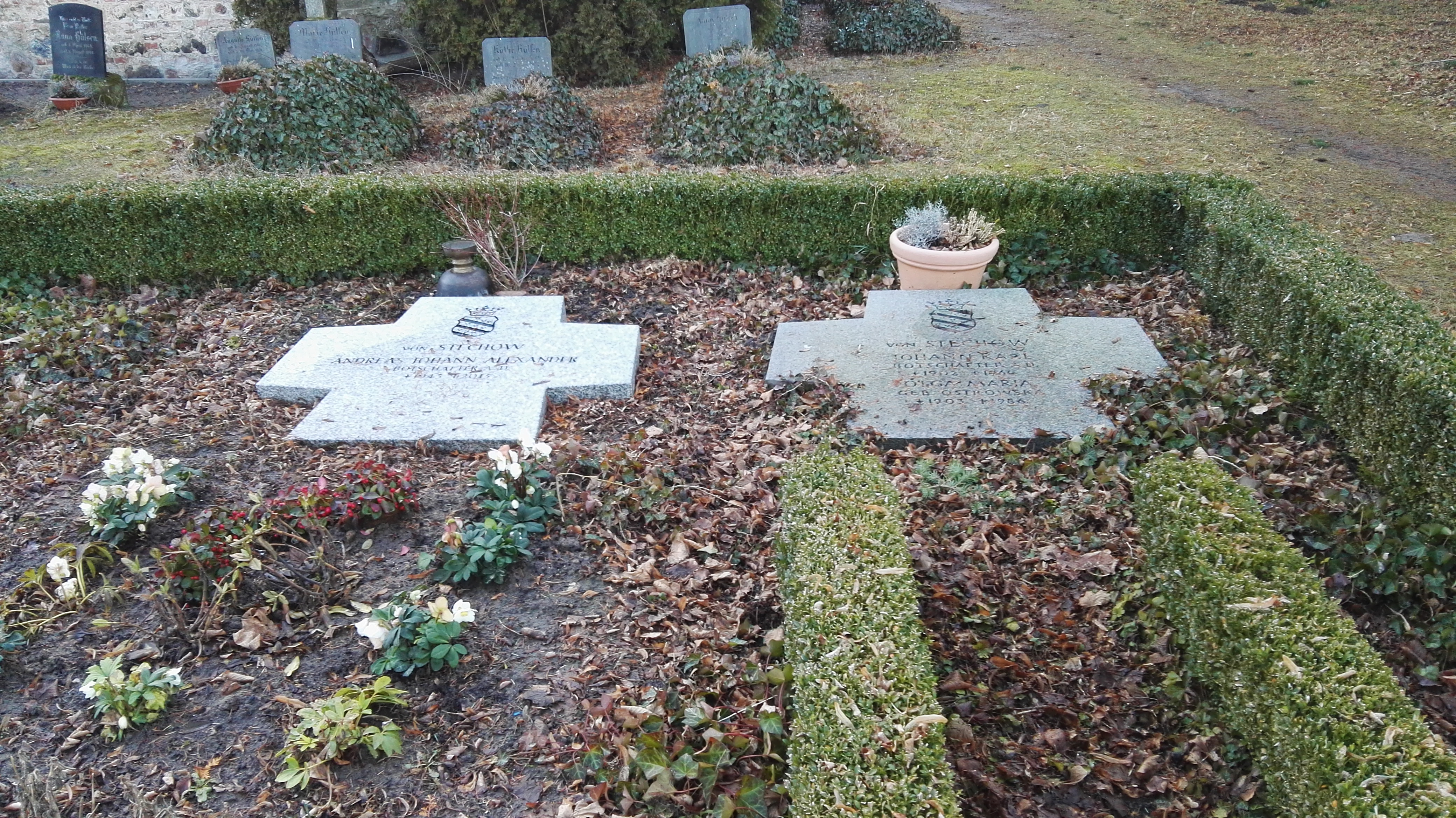
Grabstätte

2012 wurde er von Bundespräsident Gauck mit dem Bundesverdienstkreuz am Bande geehrt.
Er ist in Stechow in der Gemeinde Stechow-Ferchesar bestattet.

## Schriften
- Persönliches zur Schweiz: Betrachtungen eines deutschen Diplomaten, Orell Fuessli Verlag 2009, ISBN 3280053579